# Lijst van nummer 1-hits in Nieuw-Zeeland in 2009
Deze hits stonden in 2009 op nummer 1 in de RIANZ Top 40, de bekendste hitlijst in Nieuw-Zeeland.
| Datum        | Artiest                         | Titel           |
| ------------ | ------------------------------- | --------------- |
| 5 januari    | Lady Gaga                       | Poker face      |
| 12 januari   | Lady Gaga                       | Poker face      |
| 19 januari   | Jason Mraz                      | I'm yours       |
| 26 januari   | Jason Mraz                      | I'm yours       |
| 2 februari   | Jason Mraz                      | I'm yours       |
| 9 februari   | Jason Mraz                      | I'm yours       |
| 16 februari  | Jason Mraz                      | I'm yours       |
| 23 februari  | Smashproof & Gin                | Brother         |
| 2 maart      | Smashproof & Gin                | Brother         |
| 9 maart      | Smashproof & Gin                | Brother         |
| 16 maart     | Smashproof & Gin                | Brother         |
| 23 maart     | Smashproof & Gin                | Brother         |
| 30 maart     | Smashproof & Gin                | Brother         |
| 6 april      | Smashproof & Gin                | Brother         |
| 13 april     | Smashproof & Gin                | Brother         |
| 20 april     | Smashproof & Gin                | Brother         |
| 27 april     | Smashproof & Gin                | Brother         |
| 4 mei        | Smashproof & Gin                | Brother         |
| 11 mei       | Eminem                          | We Made You     |
| 18 mei       | Keri Hilson, Kanye West & Ne-Yo | Knock You Down  |
| 25 mei       | Keri Hilson, Kanye West & Ne-Yo | Knock you down  |
| 1 juni       | Keri Hilson, Kanye West & Ne-Yo | Knock you down  |
| 8 juni       | Keri Hilson, Kanye West & Ne-Yo | Knock you down  |
| 15 juni      | Keri Hilson, Kanye West & Ne-Yo | Knock you down  |
| 22 juni      | Keri Hilson, Kanye West & Ne-Yo | Knock you down  |
| 29 juni      | The Black Eyed Peas             | I gotta feeling |
| 6 juli       | The Black Eyed Peas             | I gotta feeling |
| 13 juli      | The Black Eyed Peas             | I gotta feeling |
| 20 juli      | The Black Eyed Peas             | I gotta feeling |
| 27 juli      | The Black Eyed Peas             | I gotta feeling |
| 3 augustus   | The Black Eyed Peas             | I gotta feeling |
| 10 augustus  | The Black Eyed Peas             | I gotta feeling |
| 17 augustus  | The Black Eyed Peas             | I gotta feeling |
| 24 augustus  | The Black Eyed Peas             | I gotta feeling |
| 31 augustus  | Beyoncé                         | Sweet dreams    |
| 7 september  | Beyoncé                         | Sweet dreams    |
| 14 september | Beyoncé                         | Sweet dreams    |
| 21 september | David Guetta & Akon             | Sexy bitch      |
| 28 september | David Guetta & Akon             | Sexy bitch      |
| 5 oktober    | David Guetta & Akon             | Sexy bitch      |
| 12 oktober   | Ke$ha                           | Tik tok         |
| 19 oktober   | Ke$ha                           | Tik tok         |
| 26 oktober   | Ke$ha                           | Tik tok         |
| 2 november   | Ke$ha                           | Tik tok         |
| 9 november   | Ke$ha                           | Tik tok         |
| 16 november  | Jason Derülo                    | Whatcha say     |
| 23 november  | Jason Derülo                    | Whatcha say     |
| 30 november  | Jason Derülo                    | Whatcha say     |
| 7 december   | Stan Walker                     | Black box       |
| 14 december  | Stan Walker                     | Black box       |
| 21 december  | Stan Walker                     | Black box       |
| 28 december  | Stan Walker                     | Black box       |